# SN 1995ay
SN 1995ay – supernowa typu I odkryta 20 listopada 1995 roku w galaktyce A030107+0021. Jej maksymalna jasność wynosiła 22,64m.